# 阿拉萨图巴
21°12′S 50°25′W / 21.200°S 50.417°W

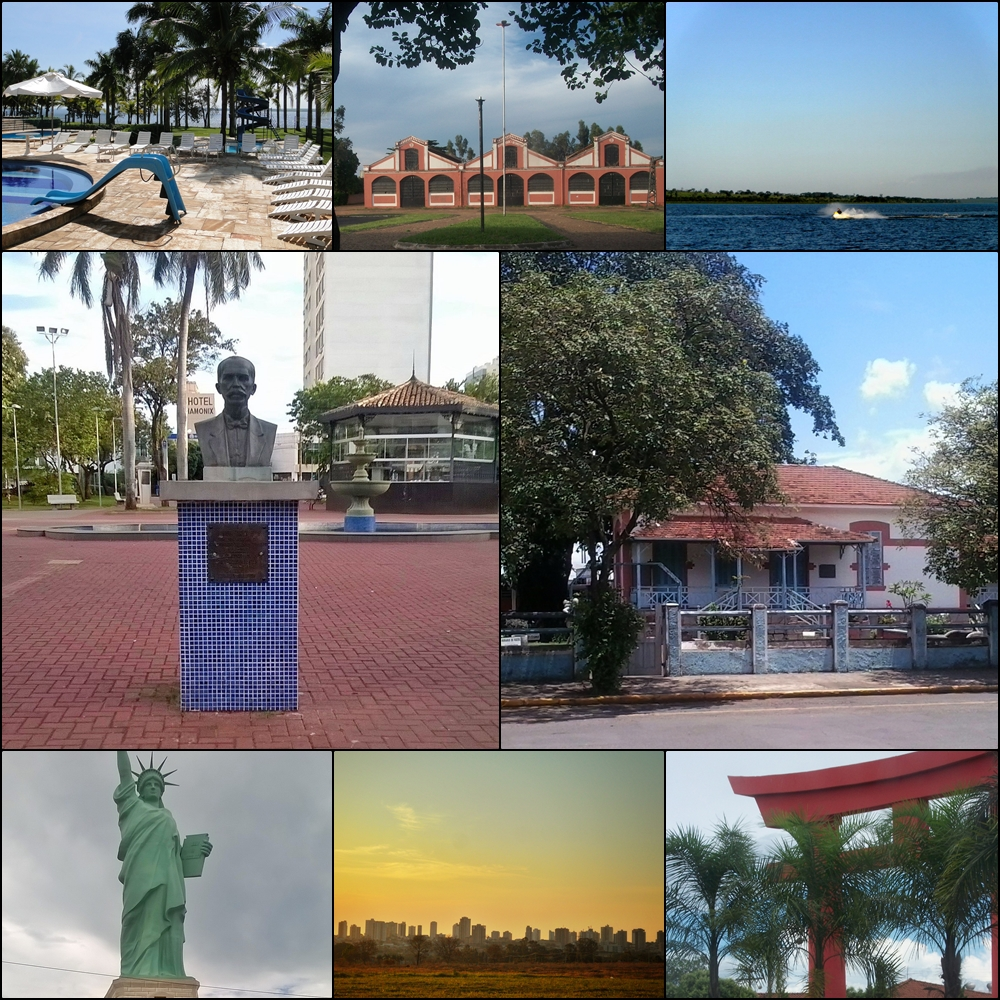
阿拉萨图巴

阿拉萨图巴（葡萄牙語：Araçatuba）是位于巴西东部的圣保罗州的西北部的一座城市，面積1167.4平方公里，2013年共有人口190536人。阿拉薩圖巴在1908年12月2日建城，並在1921年12月8日正式成為自治市。